# Tylomelania helmuti
Tylomelania helmuti е вид коремоного от семейство Pachychilidae.